# Lorentz Christian Ernst Cederfeld de Simonsen
Lorentz Christian Ernst Cederfeld de Simonsen, tidligere de Cederfeld og født Bertelsen (8. juli 1752 i Nyborg – 9. juli 1822) var en dansk godsejer og vicelandsdommer, far til Hans Wilhelm og Andreas Christian Cederfeld de Simonsen.
Han var søn af Bartholomæus de Cederfeld og hustru, blev 1768 student, 1774 hofjunker, 1775 cand. jur. og samme år volontør i Danske Kancelli, 21. august 1776 vicelandsdommer i Fyn og Langeland, blev 1782 kammerjunker og fik 19. maj 1784 afsked som vicelandsdommer.
Han blev af konferensråd Hans Simonsen til Erholm (1688-1768), en broder til hans mormoders mormoder Karen Borchenfeldts 3. mand, krigskommissær Andreas Simonsen til Erholm, indsat til arving af det af nævnte Hans Simonsen 25. november 1761 erigerede Stamhus Erholm med Søndergårde, hvilket han tiltrådte 1777, efter året før (4. oktober 1776) at have ægtet erektors brodersøns datter Anna Sofie Simonsen (1755-1802), et ægteskab, der var stillet ham som betingelse for at kunne erhverve stamhuset. Ved kongelig resolution af 9. marts 1798 antog han navnet Cederfeld de Simonsen.